# Багатовікові дуби (Чернігів, урочище «Святе»)
Багатовікові́ дуби́ — ботанічна пам'ятка природи місцевого значення в Україні. Розташована в місті Чернігів, поруч з Проспектом Миру. 
Площа 0,02 га. Статус присвоєно згідно з рішенням Чернігівського облвиконкому від 27.04.1964 року № 236; рішення від 10.06.1972 року № 303; рішення від 27.12.1984 року № 454; рішення від 28.08.1989 року № 164. Перебуває у віданні: Чернігівське РБД «Зеленбуд». 
Статус присвоєно для збереження двох дубів віком понад 250 років. 
Пам'ятка природи «Багатовікові дуби» розташована в межах заповідного урочища «Святе».